# Leptochloa malayana
Leptochloa malayana là một loài thực vật có hoa trong họ Hòa thảo. Loài này được (C.E.Hubb.) Jansen ex Veldkamp mô tả khoa học đầu tiên năm 1971.